# Zubieta
Zubieta település Spanyolországban, Navarra autonóm közösségben. Zubieta Goizueta, Arantza, Ituren és Beintza-Labaien községekkel határos. Lakosainak száma 290 fő (2024).

## Népesség
A település népessége az elmúlt években az alábbi módon változott:
| Lakosok száma | 298  | 292  | 309  | 315  | 295  | 319  | 308  | 303  | 296  | 290  |
|               | 2001 | 2004 | 2007 | 2009 | 2012 | 2014 | 2017 | 2019 | 2022 | 2024 |